# Vegas Golden Knights
Els Vegas Golden Knights (en català: Cavallers Daurats de Las Vegas) són un equip professional d'hoquei sobre gel de Las Vegas (Nevada). Juguen a la National Hockey League, a la Divisió Pacífica de la Conferència Oest, des de la temporada 2017-2018. El seu pavelló és el T-Mobile Arena. L'equip és propietat de Black Knight Sports & Entertainment, un consorci liderat per Bill Foleyl. És el primer equip esportiu professional a Las Vegas i el primer equip d'expansió de l'NHL des de l'any 2000.

## Història

### Fundació de la franquícia

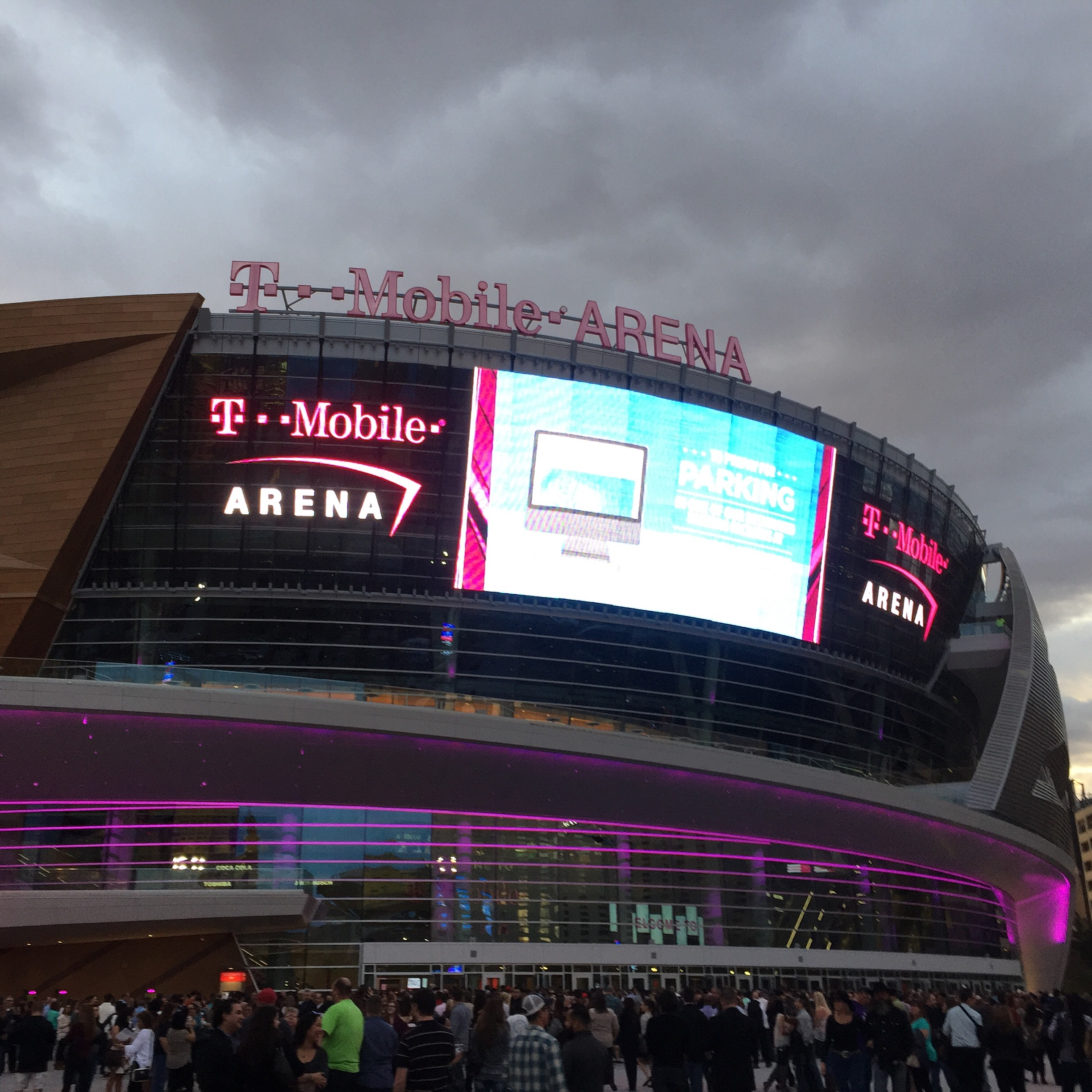
T-Mobile Arena, pavelló de l'equip.

L'NHL tenia una presència a Las Vegas des de l'any 1991, quan hi va haver un partit d'exhibició entre els New York Rangers i Los Angeles Kings a una zona d'estacionament del casino Caesars Palace. Des de llavors, l'NHL tenia esdeveniments a Las Vegas, inclòs un partit d'exhibició anual entre els Los Angeles Kings i els Colorado Avalanche i la presentació dels premis individuals de la lliga. L'any 2009, hi va haver un pla que va involucrar una venda dels Phoenix Coyotes a Jerry Bruckheimer, que traslladaria aquest equip a Las Vegas.
L'agost de 2014 van ressorgir els rumors sobre un equip d'expansió a Las Vegas, quan el T-Mobile Arena estava en construcció; aquests rumors van ser anul·lats per l'NHL. No obstant això, al novembre del mateix any, hi va haver un rumor que el multimilionari Bill Foley i la família Maloof (els antics propietaris dels Sacramento Kings de l'NBA) conduirà el grup de propietat per una equip d'expansió a Las Vegas. En el següent mes, el consell de governadors de l'NHL va permetre a Foley iniciar una venda de bitllets de la temporada, que va començar en el febrer de 2015; l'objectiu de 10.000 dipòsits de bitllets de la temporada va ser aconseguit a l'abril del mateix any.
L'estiu de 2015 la lliga va començar el procés perquè els propietaris prospectius fessin ofertes en els equips d'expansió. Es van fer dues sol·licituds: una de Bill Foley per un equip a Las Vegas, i una altra de Quebecor per un equip a la Ciutat de Quebec, que va tenir un equip que va traslladar a Denver després de la temporada 1994–95 de l'NHL. Ambdues ciutats van avançar a la segona fase del procés d'expansió, però l'oferta per un equip a Quebec va ser rebutjada.
En la conferència dels propietaris de la lliga del 22 de juny de 2016, la sol·licitud per un equip d'expansió a Las Vegas va ser aprovada unànimament; l'equip començaria a jugar en la temporada 2017–18 de l'NHL. L'equip es va convertir en el primer equip dels esports professionals de les Grans Lligues amb seu a Las Vegas. El 22 de novembre de 2016 es va fer públic el nom de l'equip: Vegas Golden Knights.

### 2017–present: inici d'operacions
L'1 de març de 2017, els Golden Knights va completar el pagament de la quota d'expansió i van començar les operacions formals, incloent l'adquisició de jugadors. El 21 de juny del mateix any, hi va haver un esborrany d'expansió al T-Mobile Arena; l'equip va seleccionar 30 jugadors dels altres equips de l'NHL, incloent Marc-André Fleury (un porter dels Pittsburgh Penguins) i James Neal (un davanter dels Nashville Predators).
El 6 de l'octubre de 2017, els Golden Knights van jugar el seu primer partit a Dallas contra els Dallas Stars; James Neal va marcar els dos primers gols de l'equip de camí a la seva primera victòria. Quatre dies després, l'equip va jugar en el seu primer partit a casa contra els Arizona Coyotes; abans d'aquest partit, es va fer un homenatge a les víctimes del tiroteig de Las Vegas de 2017. Amb una victòria per 5–2 contra els Coyotes, els Golden Knights van guanyar els seus primers tres partits en la seva primera temporada de l'NHL; l'equip va guanyar sis dels seus primers set partits.
En l'1 de febrer de 2018, l'equip va tenir la seva 34a victòria en els seus primers 50 partits de la seva primera temporada; els Golden Knights va trencar un rècord de la major quantitat de victòries per un equip d'expansió en la seva primera temporada en la lliga. Poc després, l'equip va trencar el rècord de la major quantitat de punts per un equip d'expansió amb un gran total de 84 punts en la fi de febrer. Un mes més, els Golden Knights es va convertir en el primer equip per a fer-se un lloc en la posttemporada en la seva primera temporada en la NHL ja que els Edmonton Oilers i Hartford Whalers van entrar la posttemporada en la temporada 1979–80 (aquests equips van ser en les seves vuitenes temporades en aquest temps); l'equip va guanyar el seu primer títol de divisió en 31 de març de 2018, després van ser els liderats d'aquest divisió des del 23 de desembre de l'any passat.
En l'11 d'abril de 2018, els Golden Knights van guanyar el seu primer partit de la primera ronda de la posttemporada per un puntaje de 1–0 en contra dels Los Angeles Kings; l'equip va guanyar la seva primera sèrie de posttemporada sis dies després quan van guanyar quatre partits consecutius contra dels Kings i es va convertir en el primer equip per a guanyar una sèrie de la posttemporada sense una pèrdua en la seva primera temporada en la lliga. L'oponent dels Golden Knights en la segona ronda de la posttemporada va ser els Sant Jose Sharks; l'equip va guanyar el primer i tercer partits en la sèrie de la segona ronda però va perdre els segon i quart partits, que va resultar en una empata de 2–2 després de quatre partits. Els pròxims dos partits en la sèrie van ser guanyats pels Golden Knights, que va guanyar la seva segona sèrie de posttemporada amb els Sharks en sis partits per a avançar a les finals de la Conferència Oest; aquesta era la tercera vegada en la història de la NHL que un equip va guanyar dos o més sèries de la posttemporada en la seva primera temporada de la lliga. En el 20 de maig de 2018, els Golden Knights va guanyar la seva sèrie de les finals de conferència amb els Winnipeg Jets en cinc partits (l'equip va guanyar quatre partits consecutius després va perdre el primer partit del sèrie), i es va convertir en el tercer equip d'expansió de la NHL per a avançar a la final de la Copa Stanley en la seva primera temporada, després els Toronto Arenas (en 1918) i els Saint Louis Blues (en 1968). No obstant això, els Golden Knights van perdre la final de la Copa Stanley davant els Washington Capitals en cinc partits; l'equip va guanyar el primer partit de la sèrie però llavors va perdre quatre partits consecutius. Malgrat això, l'equip va trencar el rècord de més victòries per un equip en la seva primera aparició en la posttemporada amb una total de 13 victòries.